# Šušanj
Šušanj är en ort i Montenegro.   Den ligger i kommunen Bar, i den södra delen av landet, 40 km söder om huvudstaden Podgorica. Šušanj ligger 45 meter över havet och antalet invånare är 2 521.
Terrängen runt Šušanj är kuperad norrut, men österut är den bergig. Havet är nära Šušanj åt sydväst. Runt Šušanj är det ganska glesbefolkat, med 48 invånare per kvadratkilometer. Närmaste större samhälle är Bar, 2,7 km söder om Šušanj. Trakten runt Šušanj består till största delen av jordbruksmark.